# Campeonato Mundial de Biatlón de 2017
El LII Campeonato Mundial de Biatlón se celebró en la localidad alpina de Hochfilzen (Austria) entre el 9 y el 19 de febrero de 2017 bajo la organización de la Unión Internacional de Biatlón (IBU) y la Federación Austríaca de Biatlón.

## Calendario
| M | Masculino | F | Femenino | MIX | Mixto |

| Febrero de 2017 | 09 Jue | 10 Vie | 11 Sáb | 12 Dom | 13 Lun | 14 Mar | 15 Mié | 16 Jue | 17 Vie | 18 Sáb | 19 Dom |
| --------------- | ------ | ------ | ------ | ------ | ------ | ------ | ------ | ------ | ------ | ------ | ------ |
| Velocidad       |        | F      | M      |        |        |        |        |        |        |        |        |
| Persecución     |        |        |        | F      |        |        |        |        |        |        |        |
| Persecución     |        |        | M      |        |        |        |        |        |        |        |        |
| Individual      |        |        |        |        |        |        | F      | M      |        |        |        |
| Salida en grupo |        |        |        |        |        |        |        |        |        |        | F      |
| Salida en grupo |        |        |        |        |        |        |        |        |        | M      |        |
| Relevos         | MIX    |        |        |        |        |        |        |        | F      | M      |        |

## Resultados

### Masculino
| Evento                        | Oro                                                                                 | Plata                                                                                           | Bronce                                                                                        |
| ----------------------------- | ----------------------------------------------------------------------------------- | ----------------------------------------------------------------------------------------------- | --------------------------------------------------------------------------------------------- |
| 10 km velocidad (11.02)       | Benedikt Doll · Alemania · 23:27,4                                                  | Johannes Thingnes Bø · Noruega · 23:28,1                                                        | Martin Fourcade Francia 23:50,5                                                               |
| 20 km individual (16.02)      | Lowell Bailey Estados Unidos 48,07,4                                                | Ondřej Moravec · República Checa · 48:10,7                                                      | Martin Fourcade Francia 48:28,6                                                               |
| 12,5 km persecución (12.02)   | Martin Fourcade Francia 30:16,9                                                     | Johannes Thingnes Bø · Noruega · 30:39,7                                                        | Ole Einar Bjørndalen · Noruega · 30:42,5                                                      |
| 15 km salida en grupo (19.02) | Simon Schempp · Alemania · 35:38,3                                                  | Johannes Thingnes Bø · Noruega · 35:47,3                                                        | Simon Eder · Austria · 35:48,4                                                                |
| Relevos 4 × 7,5 km (18.02)    | Rusia · Alexei Volkov · Maxim Tsvetkov · Anton Babikov · Anton Shipulin · 1:14:15,0 | Francia Jean-Guillaume Béatrix Quentin Fillon Maillet Simon Desthieux Martin Fourcade 1:14:20,8 | Austria · Daniel Mesotitsch · Julian Eberhard · Simon Eder · Dominik Landertinger · 1:14:35,1 |

### Femenino
| Evento                          | Oro                                                                                                | Plata                                                                                            | Bronce                                                                              |
| ------------------------------- | -------------------------------------------------------------------------------------------------- | ------------------------------------------------------------------------------------------------ | ----------------------------------------------------------------------------------- |
| 7,5 km velocidad (10.02)        | Gabriela Koukalová · República Checa · 19:12,6                                                     | Laura Dahlmeier · Alemania · 19:16,6                                                             | Anaïs Chevalier Francia 19:37,7                                                     |
| 15 km individual (15.02)        | Laura Dahlmeier · Alemania · 41:30,1                                                               | Gabriela Koukalová · República Checa · 41:54,8                                                   | Alexia Runggaldier · Italia · 43:15,7                                               |
| 10 km persecución (12.02)       | Laura Dahlmeier · Alemania · 28:02,3                                                               | Daria Domracheva · Bielorrusia · 28:13,9                                                         | Gabriela Koukalová · República Checa · 28:18,9                                      |
| 12,5 km salida en grupo (19.02) | Laura Dahlmeier · Alemania · 33:13,8                                                               | Susan Dunklee Estados Unidos 33:18,4                                                             | Kaisa Mäkäräinen · Finlandia · 33:33,9                                              |
| Relevos 4 × 6 km (17.02)        | Alemania · Vanessa Hinz · Maren Hammerschmidt · Franziska Hildebrand · Laura Dahlmeier · 1:11:16,6 | Ucrania · Iryna Varvynets · Yuliya Dzhyma · Anastasiya Merkushyna · Olena Pidhrushna · 1:11:23,0 | Francia Anaïs Chevalier Célia Aymonier Justine Braisaz Marie Dorin-Habert 1:11:24,7 |

### Mixto
| Evento                                | Oro                                                                                  | Plata                                                                                       | Bronce                                                                                       |
| ------------------------------------- | ------------------------------------------------------------------------------------ | ------------------------------------------------------------------------------------------- | -------------------------------------------------------------------------------------------- |
| Relevos 2 × 6 km + 2 × 7,5 km (09.02) | Alemania · Vanessa Hinz · Laura Dahlmeier · Arnd Peiffer · Simon Schempp · 1:09:06,4 | Francia Anaïs Chevalier Marie Dorin-Habert Quentin Fillon Maillet Martin Fourcade 1:09:08,6 | Rusia · Olga Podchufarova · Tatiana Akimova · Alexandr Loguinov · Anton Shipulin · 1:09:09,6 |

## Medallero
| Núm. | País            | Oro | Plata | Bronce | Total |
| ---- | --------------- | --- | ----- | ------ | ----- |
| 1    | Alemania        | 7   | 1     | 0      | 8     |
| 2    | Francia         | 1   | 2     | 4      | 7     |
| 3    | República Checa | 1   | 2     | 1      | 4     |
| 4    | Estados Unidos  | 1   | 1     | 0      | 2     |
| 5    | Rusia           | 1   | 0     | 1      | 2     |
| 6    | Noruega         | 0   | 3     | 1      | 4     |
| 7    | Bielorrusia     | 0   | 1     | 0      | 1     |
| 7    | Ucrania         | 0   | 1     | 0      | 1     |
| 9    | Austria         | 0   | 0     | 2      | 2     |
| 10   | Finlandia       | 0   | 0     | 1      | 1     |
| 10   | Italia          | 0   | 0     | 1      | 1     |
|      | TOTAL           | 11  | 11    | 11     | 33    |